# Liste der australischen Hochkommissare auf den Salomonen
Die australische Highcommission wird von einem Hochkommissar geleitet und befindet sich in Honiara auf Guadalcanal.

## Geschichte
Australien leitet seit Juli 2003 die Regional Assistance Mission to Solomon Islands (RAMSI).
| Ernannt       | Name                       | Bemerkungen                                                                 | ernannt während der Regierung von | akkreditiert während der Regierung von | Posten verlassen |
| ------------- | -------------------------- | --------------------------------------------------------------------------- | --------------------------------- | -------------------------------------- | ---------------- |
| 1982          | Trevor Harvey Boyd Sofield |                                                                             | Malcolm Fraser                    | Solomon Mamaloni                       | 15. Aug. 1985    |
| 15. Aug. 1985 | Max Gaylard                |                                                                             | Bob Hawke                         | Peter Kenilorea                        | 1988             |
| 1988          | John Starey                |                                                                             | Bob Hawke                         | Ezekiel Alebua                         | März 1992        |
| März 1992     | Ruth Lorraine Pearce       | [ 1 ]                                                                       | Paul Keating                      | Solomon Mamaloni                       | Juni 1994        |
| Juni 1994     | Robert Kenneth Flynn       | (* 29. März 1949 in Adelaide), 1999: Hochkommissar in Bangladesh, seit 1999 | Paul Keating                      | Solomon Mamaloni                       | Juli 1997        |
| Juli 1997     | James Batley               | [ 3 ]                                                                       | John Howard                       | Bartholomew Ulufa'alu                  | Juli 1999        |
| Juli 1999     | Martin Sharp               | [ 4 ]                                                                       | John Howard                       | Bartholomew Ulufa'alu                  | Juli 2001        |
| Juli 2001     | Robert Davis               | [ 5 ]                                                                       | John Howard                       | Allan Kemakeza                         | Dez. 2003        |
| Dez. 2003     | Patrick Cole               | [ 6 ]                                                                       | John Howard                       | Allan Kemakeza                         | 12. Sep. 2006    |
| 12. Jan. 2007 | Peter Hooton               | [ 7 ]                                                                       | Kevin Rudd                        | Derek Sikua                            | 12. Mai 2009     |
| 12. Mai 2009  | Frank Ingruber             | [ 8 ]                                                                       | Kevin Rudd                        | Derek Sikua                            | 26. Apr. 2011    |
| 26. Apr. 2011 | Matt Anderson              | [ 9 ]                                                                       | Julia Gillard                     | Gordon Darcy Lilo                      | 20. Dez. 2013    |
| 20. Dez. 2013 | Andrew Byrne               | [ 10 ]                                                                      | Tony Abbott                       | Gordon Darcy Lilo                      |                  |

Quelle: